# Nicole Billa
Nicole Billa (Kufstein, Austria; 5 de marzo de 1996) es una futbolista austríaca. Juega como delantera y su equipo actual es el TSG 1899 Hoffenheim de la Bundesliga de Alemania.

## Clubes
| Club                     | País     | Año             |
| ------------------------ | -------- | --------------- |
| FC Wacker Innsbruck      | Austria  | 2010 - 2013     |
| FSK St. Pölten-Spratzern | Austria  | 2013 - 2015     |
| TSG 1899 Hoffenheim      | Alemania | 2015 - presente |

## Títulos

### Campeonatos nacionales
| Título         | Club                     | País    | Temporada   |
| -------------- | ------------------------ | ------- | ----------- |
| ÖFB-Frauenliga | FSK St. Pölten-Spratzern | Austria | 2014 - 2015 |
| ÖFB Ladies Cup | FSK St. Pölten-Spratzern | Austria | 2013 - 2014 |
| ÖFB Ladies Cup | FSK St. Pölten-Spratzern | Austria | 2014 - 2015 |